# Sedimentibacter
Sedimentibacter è un genere di batterio appartenente alla famiglia delle Peptostreptococcaceae.